# Entsteinung

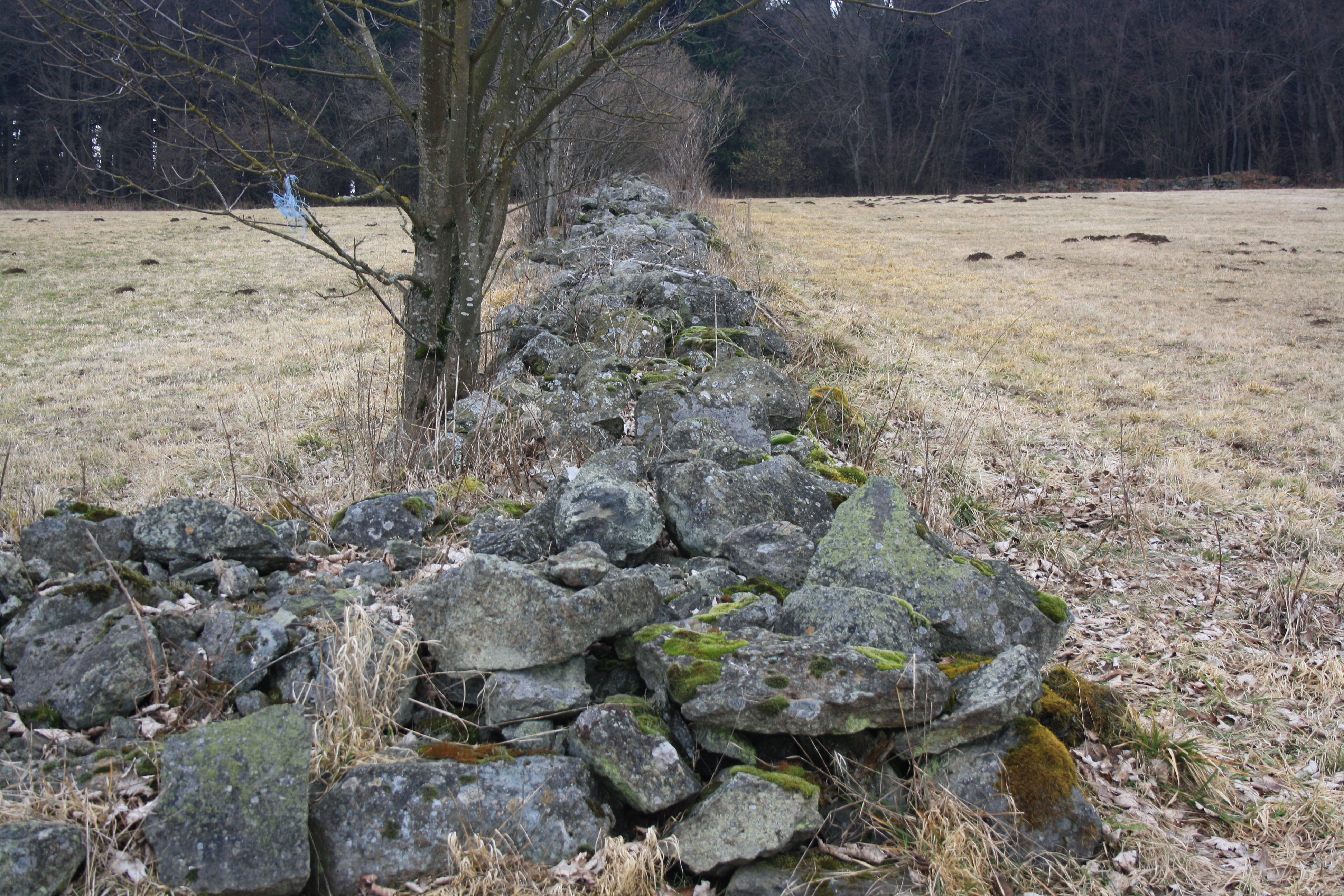
Steinwall aus der Melioration im Rahmen des Dr.-Hellmuth-Plans

Unter Entsteinung versteht man die Entfernung von Lesesteinen aus dem Ackerboden, die sonst die Bodenbearbeitung und maschinelle Ernte stören würden. Die Entsteinung zählt zu den Maßnahmen der Melioration.
Früher (teilweise noch in der Gegenwart) erfolgte die Entsteinung von Hand, die aufgelesenen Steine wurden am Feldrand abgelegt und bilden ökologisch wichtige Lesesteinhaufen, die unter Naturschutz stehen. Ein Teil der Steine wurde für den Straßenbau und den Bau von Gebäuden verwendet.
In der DDR wurde am Institut für Acker und Pflanzenbau (jetzt: ZALF) in Müncheberg schwere Technik zur maschinellen Entsteinung entwickelt und auch in der Praxis eingesetzt.
Ein Verfahren war die Oberflächenentsteinung. Diese wurde mit einem traktorgezogenen Gabelsteinsammler durchgeführt. Aufwändiger, weil mit einem Raupenschlepper betrieben, war die Ackerkrumen-Entsteinung, bei der die Ackerkrume auf 45 cm Tiefe von Steinen über 5 cm Durchmesser abgesiebt wurde. Diese Methode wurde allerdings auf Grund hoher Energiekosten nicht flächendeckend durchgeführt.
Ein drittes maschinelles Verfahren war die Tiefenentsteinung, bei der der Boden mit 85 cm langen Schwertern durchpflügt wurde, die tiefliegende Findlinge aufspürten und an die Oberfläche beförderten. Das Verfahren diente zugleich der Lockerung tiefgründig verfestigter Böden.
Die genannten Entsteinungsverfahren waren für tiefgründige Böden, besonders im Norden, im Bereich der quartären eiszeitlichen Ablagerungen geeignet.
In Süddeutschland versuchte man die störenden Steine (Sedimentgesteine: Kalk, Sandstein, verwitterte Gneise, Schiefer etc.) auf der Ackerfläche mit schnell rotierenden Schlagwerkzeugen zu zertrümmern und so zu zerkleinern, dass sie den mechanisierten Ackerbau weniger behinderten. Auch diese Verfahren sind selten über ein Versuchsstadium hinausgekommen.